# داک‌ساین
داک‌ساین (انگلیسی: DocuSign) یک شرکت آمریکایی مستقر در سان فرانسیسکو، کالیفرنیا است که به سازمان‌ها، شرکت‌ها و افراد کمک می‌کند تا عملیات تهیه، گرفتن امضا، و مدیریت توافقنامه‌ها را به صورت خودکار و آنلاین انجام دهند. داک‌ساین خدمات امضای الکترونیک را بر روی انواع دستگاه‌های یارانه‌ای و موبایل ارایه می‌دهد.
امروزه بیش از ۴۷۵٬۰۰۰ مشتری و صدها میلیون کاربر در بیش از ۱۸۰ کشور از داک‌ساین برای تسریع روند کارشان استفاده می‌کنند. امضاهای پردازش‌شده توسط داک‌ساین با قانون (ESIGN Act) ایالات متحده و قانون Electronic Signatures Directive (۱۹۹۹/۹۳/EC) اتحادیهٔ اروپا سازگار است.
در آوریل ۲۰۱۸، داک‌ساین عرضه اولیه سهام را تشکیل داد.